# Longyka
Longyka je priimek več znanih Slovencev, ki ga je po podatkih Statističnega urada Republike Slovenije na dan 31. decembra 2007 uporabljalo 20 oseb.

## Znani nosilci priimka
- Eva Longyka - slovenska radijska in televizijska voditeljica
- Igor Longyka, leksikograf, poznavalec umetnosti in glasbe
- Jure Longyka - slovenski radijski voditelj in urednik
- Miro Longyka - slovenski telovadec in olimpijec
- Oskar Longyka, violinist
- Primož Longyka, avtor turističnih vodnikov
- Tomaž Longyka - slovenski prevajalec